# Cipriano de Medina y Vega
Fray Cipriano de Medina y Vega (Lima, 1594-Huamanga, 1664) religioso dominico, maestro sanmarquino y obispo de Huamanga.

## Estudios y docencia universitaria
Hijo del peninsular Cipriano de Medina y Sebastiana de Vega y Faria, hermana mayor del arzobispo Feliciano de Vega y Padilla. Inició sus estudios en el Seminario de Santo Toribio y pasó luego al noviciado del Convento de Santo Domingo. Una vez hechos los votos, optó en el Convento el grado de Lector y dictó las cátedras de Artes y Teología, ascendiendo en su orden religiosa a los grados de Presentado y Maestro.
En la Universidad de San Marcos se graduó en Doctor en Teología (1627) e inauguró la cátedra de Teología Moral (19 de mayo de 1636) fundada por su tío arzobispo. Luego fue promovido a la cátedra de Prima de Teología de Santo Tomás (1646), pidiendo posteriormente su jubilación.

## Carrera eclesiástica
Nombrado definidor general de la provincia de San Juan Bautista (1641), adquirió la opción de representar a esta en el capítulo general llevado a cabo en Génova (1642). Viajó a España e Italia.
A su retorno, ejerció el priorato en los conventos del Cuzco, Arequipa y Lima, así como el vicariato provincial. En su calidad de definidor, participó en el capítulo provincial (1649). Designado obispo de Huamanga, una vez consagrado partió a ejercer el gobierno de su diócesis (1661).
Proveyó al término de la edificación de la Catedral, alcanzando a consagrarla antes de tres años. Entonces inició la visita pastoral de su diócesis, pero falleció a poco de iniciada.